# Канадзава Хірокадзу
Хірокадзу Канадзава (яп. 金澤 弘和, 3 травня 1931, Івате, Японія — 8 грудня 2019) — японський майстер карате, один із найвідоміших каратистів XX століття, засновник Міжнародної федерації шотокан карате (SKIF), володар 10-го дана  шотокан карате і один із небагатьох майстрів, хто виграв чемпіонати як у ката, так і в куміте.

## Біографія
Хірокадзу Канадзава народився 3 травня 1931 року в префектурі Івате, Японія, в родині рибалки, який помер у 1940-х роках, а матір Масуе виховувала сина єдиним батьківським прикладом мужності та витримки. Під час шкільних років він вивчав дзюдо і здобув звання 2-го дана в цій дисципліні, що пізніше допомогло йому в розвитку карате.
У 1956 році Канадзава вступив до асоціації JKA після випуску з університету Такусоку, а вже в 1957 році, попри травму — перелом зап'ястка — став чемпіоном Японії з куміте на Всеяпонському чемпіонаті. Він ховав руку в шину, але це не завадило йому перемогти найсильніших суперників
У 1958 році він одночасно виграв титули чемпіона в куміте та ката (спільно з Такуюкі Мікамі, з яким через взаємне знання стратегій бою вони обрали тактику мінімальних атак), продемонструвавши виняткову технічну та тактичну майстерність.
Канадзава здобув 1-й дан шотокан-карате за півтора року тренувань і через три роки — 2-й дан, працюючи під проводом Масатоші Накаями в університеті Такусоку.
Він був одним із небагатьох учнів Ґітіна Фунакосі — засновника стилю шотокан — і таким чином поєднав живу традицію Фунакосі з сучасними підходами до тренування.
У 1977 році, після того як Канадзава залишив JKA, він заснував Shotokan Karate-Do International Federation (SKIF), яка з року в рік розросталася до багатомільйонної мережі (понад 2 млн учасників у понад 100 країнах).
Канадзава присвятив життя навчанню карате та поширенню його філософії в усьому світі. Він проводив численні семінари в Європі, Америці, Азії та Африці, виступаючи за гармонійне поєднання технічної майстерності та внутрішнього розвитку. Його навчанням скористались тисячі каратистів, а книги та відео з його участю стали класикою у світі бойових мистецтв.
Навчаючи на різних континентах, він установив осередки SKIF у Гаваях (1961), Європі та Америці, зокрема став першим президентом Hawaii Karate Congress, а з 1966 року — керівником Karate Union of Great Britain.
На інтерв'ю Канадзава часто приходив у традиційному японському взутті ґета, і, зустрічаючи святі місця, як-от синтоїстський храм Ясукуні, завжди знімав головний убір і вклонявся, навіть будучи вже в похилому віці.
У травні 1987 року Хірокадзу Канадзава прикрасив обкладинку журналу Black Belt Magazine, що засвідчило його всесвітній авторитет і визнання з боку міжнародної спільноти бойових мистецтв
Хірокадзу Канадзава помер 8 грудня 2019 року на 89-му році життя.

## Праці
- Karate: My Life (автобіографія)
- Kankudai, Karate Kata
- Moving Zen: Karate as a Way to Gentleness (співавтор)